# مرحلة المجموعات في دوري أبطال إفريقيا 2017
تلعب مرحلة المجموعات في دوري أبطال أفريقيا 2017 ما بين 12 مايو إلى 9 يوليو 2017. ويتنافس ما مجموعة 16 فريقًا في مرحلة المجموعات للبت في ثمانية أماكن في مرحلة خروج المغلوب من دوري أبطال أفريقيا 2017.

## القرعة
يتم تقسيم الفرق الـ16 الفائزة من الدور الأول لأربع مستويات حسب نقاط كل فريق في تصنيف الكاف لـ5 سنوات. وباختيار القرعة، تتشكل كل مجموعة من المجموعات الأربع باختيار فريق من كل مستوى.
| المستوى | المستوى الأول                                                                   | المستوى الثاني                                                          | المستوى الثالث                                           | المستوى الرابع                                                             |
| ------- | ------------------------------------------------------------------------------- | ----------------------------------------------------------------------- | -------------------------------------------------------- | -------------------------------------------------------------------------- |
| الفرق   | - الاهلي (45 نقطة) - الزمالك (36) - النجم الساحلي (31) - ماميلودي صن داونز (25) | - الهلال (20) - الترجي (20) - الوداد البيضاوي (16) - اتحاد العاصمة (16) | - المريخ (14) - القطن (12) - فيتا (12) - أهلي طرابلس (5) | - سانت جورج (2) - فيروفيارو بيرا - زاناكو - سونترال أفريكان سوسيتي يونايتد |

## النظام
في مرحلة المجموعات، تلعب كل مجموعة على أساس دورة روبن ذهابًا وإيابًا. الفائز والوصيف يتقدمان إلى ربع النهائي من مرحلة خروج المغلوب.

### كسر التعادل
يتم ترتيب الفرق وفقًا للنقاط (3 نقاط لفوز، نقطة واحدة لتعادل، 0 نقطة لخسارة). إذا كانت متعادلة في النقاط، يتم تطبيق كسر التعادل بالترتيب التالي (اللوائح المادة الثالثة. 20 و21):
1. النقاط في المواجهات المباشرة بين الفرق المتعادلة.
2. فارق الأهداف في المواجهات المباشرة بين الفرق المتعادلة.
3. الأهداف المسجلة في المواجهات المباشرة بين الفرق المتعادلة.
4. الأهداف البعيدة المسجلة في المواجهات المباشرة بين الفرق المتعادلة.
5. إذا كان أكثر من فريقين متعادلين، وبعد تطبيق جميع المعايير المباشرة المذكورة أعلاه، ما تزال مجموعة فرعية من الفرق متعادلة، يعاد تطبيق جميع المعايير المباشرة المذكروة أعلاه حصرًا على هذه المجموعة الفرعية من الفرق.
6. فارق الأهداف في جميع مباريات المجموعة.
7. الأهداف المسجلة في جميع مباريات المجموعة.
8. الأهداف المسجلة بعيدًا في جميع مباريات المجموعة.
9. سحب القرعة.

## الجدول الزمني
الجدول الزمني لكل جولة مباريات على النحو التالي (المباريات المقررة في منتصف الأسبوع بخط مائل).
| جولة المباريات   | التواريخ                | المباريات                                  |
| ---------------- | ----------------------- | ------------------------------------------ |
| جولة المباريات 1 | 12–14 مايو 2017         | الفريق 1 ضد الفريق 4، الفريق 2 ضد الفريق 3 |
| جولة المباريات 2 | 23–24 مايو 2017         | الفريق 3 ضد الفريق 1، الفريق 4 ضد الفريق 2 |
| جولة المباريات 3 | 2–4 يونيو 2017          | الفريق 4 ضد الفريق 3، الفريق 1 ضد الفريق 2 |
| جولة المباريات 4 | 20–21 يونيو 2017        | الفريق 3 ضد الفريق 4، الفريق 2 ضد الفريق 1 |
| جولة المباريات 5 | 30 يونيو – 2 يوليو 2017 | الفريق 4 ضد الفريق 1، الفريق 3 ضد الفريق 2 |
| جولة المباريات 6 | 7–9 يوليو 2017          | الفريق 1 ضد الفريق 3، الفريق 2 ضد الفريق 4 |

## المجموعات

### المجموعة أ
| م | الفريق          | لعب | ف | ت | خ | أ.له | أ.ع | أ.ف | نقاط | التأهل      |  | النجم | فيروفياريو | الهلال | المريخ |
| - | --------------- | --- | - | - | - | ---- | --- | --- | ---- | ----------- |  | ----- | ---------- | ------ | ------ |
| 1 | النجم الساحلي   | 6   | 3 | 3 | 0 | 13   | 4   | +9  | 12   | ربع النهائي |  | —     | 5–0        | 1–1    | 3–0    |
| 2 | فيروفياريو بيرا | 6   | 2 | 2 | 2 | 6    | 8   | −2  | 8    | ربع النهائي |  | 1–1   | —          | 0–0    | 1–0    |
| 3 | الهلال          | 6   | 0 | 4 | 2 | 4    | 8   | −4  | 4    | استبعد      |  | 1–1   | 0–3        | —      | 1–1    |
| 3 | المريخ          | 6   | 2 | 1 | 3 | 6    | 9   | −3  | 7    | استبعد      |  | 1–2   | 2–1        | 2–1    | —      |

1. ↑  وقف فيفا اتحاد السودان لكرة القدم في 7 يوليو 2017.[4] ونتيجة لذلك، لم تتمكن الفرق السودانية من مواصلة المشاركة في المسابقات الدولية، وتم استبعاد كلًا من الهلال والمريخ من دوري أبطال أفريقيا.[5] تم إلغاء جميع المباريات التي لعباها قبل الاستبعاد.

| النجم الساحلي                                                                          | 5–0   | فيروفياريو بيرا |
| -------------------------------------------------------------------------------------- | ----- | --------------- |
| - ديوغو دا سيلفا فارياس 14'، 69' - ألكالي بانغورا 37' - حمزة لحمر 57' - عامر بوعزة 60' | تقرير |                 |

| الهلال              | 1–1 أبطلت | المريخ                  |
| ------------------- | --------- | ----------------------- |
| - عزيز شوبووالي 31' | تقرير     | - السماني سعد الدين 61' |

| فيروفياريو بيرا | 0–0 أبطلت | الهلال |
| --------------- | --------- | ------ |
|                 | تقرير     |        |

| المريخ             | 1–2 أبطلت | النجم الساحلي                                |
| ------------------ | --------- | -------------------------------------------- |
| - بكري المدينة 52' | تقرير     | - ديوغو دا سيلفا فارياس 33' - عامر بوعزة 90' |

| فيروفياريو بيرا    | 1–0 أبطلت | المريخ |
| ------------------ | --------- | ------ |
| - دايو أنتونيو 66' | تقرير     |        |

| النجم الساحلي     | 1–1 أبطلت | الهلال                |
| ----------------- | --------- | --------------------- |
| - زياد بوغطاس 57' | تقرير     | - محمد موسى إدريس 80' |

| المريخ                                      | 2–1 أبطلت | فيروفياريو بيرا |
| ------------------------------------------- | --------- | --------------- |
| - السماني سعد الدين 30' - أحمد عبد الله 59' | تقرير     | - مانينيو 16'   |

| الهلال               | 1–1 أبطلت | النجم الساحلي   |
| -------------------- | --------- | --------------- |
| - محمد أحمد بشير 90' | تقرير     | - رامي بدوي 85' |

| المريخ                    | 2–1 أبطلت | الهلال                |
| ------------------------- | --------- | --------------------- |
| - محمد عبد الرحمن 9'، 48' | تقرير     | - محمد موسى إدريس 65' |

| فيروفياريو بيرا   | 1–1   | النجم الساحلي                |
| ----------------- | ----- | ---------------------------- |
| - تشيليتو عمر 71' | تقرير | - سليم بن بلقاسم 83' (ركلة.) |

| النجم الساحلي | 3–0 ألغيت | المريخ |
| ------------- | --------- | ------ |
|               | تقرير     |        |

| الهلال | 0–3 ألغيت | فيروفياريو بيرا |
| ------ | --------- | --------------- |
|        | تقرير     |                 |

### المجموعة ب
| م | الفريق        | لعب | ف | ت | خ | أ.له | أ.ع | أ.ف | نقاط | التأهل      |     | ا. العاصمة | أهلي طرابلس | الزمالك | كابس |
| - | ------------- | --- | - | - | - | ---- | --- | --- | ---- | ----------- | --- | ---------- | ----------- | ------- | ---- |
| 1 | اتحاد العاصمة | 6   | 3 | 2 | 1 | 12   | 5   | +7  | 11   | ربع النهائي |     | —          | 3–0         | 2–0     | 4–1  |
| 2 | أهلي طرابلس   | 6   | 2 | 3 | 1 | 11   | 10  | +1  | 9    | ربع النهائي |     | 1–1        | —           | 0–0     | 4–2  |
| 3 | الزمالك       | 6   | 1 | 3 | 2 | 6    | 8   | −2  | 6    |             |     | 1–1        | 2–2         | —       | 2–0  |
| 4 | كابس يونايتد  | 6   | 2 | 0 | 4 | 10   | 16  | −6  | 6    |             | 2–1 | 2–4        | 3–1         | —       |      |

| اتحاد العاصمة                                                     | 3–0   | أهلي طرابلس |
| ----------------------------------------------------------------- | ----- | ----------- |
| - فاروق شافعي 31' - كارولوس أندرياماتسينورو 45' - أسامة درفلو 83' | تقرير |             |

| الزمالك                                | 2–0   | كابس يونايتد |
| -------------------------------------- | ----- | ------------ |
| - باسم مرسي 56' - ستانلي أوهاويتشي 84' | تقرير |              |

| أهلي طرابلس | 0–0   | الزمالك |
| ----------- | ----- | ------- |
|             | تقرير |         |

| كابس يونايتد             | 2–1   | اتحاد العاصمة         |
| ------------------------ | ----- | --------------------- |
| - رونالد شيتييو 15'، 80' | تقرير | - أيوب عبد اللاوي 66' |

| كابس يونايتد                                           | 2–4   | أهلي طرابلس                                                                       |
| ------------------------------------------------------ | ----- | --------------------------------------------------------------------------------- |
| - رونالد بفومبيدزاي 86' (ركلة.) - هاردلايف زفيركوي 89' | تقرير | - سامح الدربالي 17' (ركلة.) - سالم عبلو 19' - مؤيد اللافي 25' - سامح الدربالي 80' |

| الزمالك               | 1–1   | اتحاد العاصمة   |
| --------------------- | ----- | --------------- |
| إيمانويل مايوكا 90+3' | تقرير | فاروق شافعي 30' |

| أهلي طرابلس | 4–2   | كابس يونايتد |
| ----------- | ----- | ------------ |
|             | تقرير |              |

| اتحاد العاصمة | 2–0   | الزمالك |
| ------------- | ----- | ------- |
|               | تقرير |         |

| أهلي طرابلس | 1–1   | اتحاد العاصمة |
| ----------- | ----- | ------------- |
|             | تقرير |               |

| كابس يونايتد | 3–1   | الزمالك |
| ------------ | ----- | ------- |
|              | تقرير |         |

| الزمالك | ضد    | أهلي طرابلس |
| ------- | ----- | ----------- |
|         | تقرير |             |

| اتحاد العاصمة | ضد    | كابس يونايتد |
| ------------- | ----- | ------------ |
|               | تقرير |              |

### المجموعة ج
| م | الفريق            | لعب | ف | ت | خ | أ.له | أ.ع | أ.ف | نقاط | التأهل      |     | الترجي | صن داونز | سانت جورج | فيتا |
| - | ----------------- | --- | - | - | - | ---- | --- | --- | ---- | ----------- | --- | ------ | -------- | --------- | ---- |
| 1 | الترجي            | 6   | 3 | 3 | 0 | 11   | 4   | +7  | 12   | ربع النهائي |     | —      | 0–0      | 4–0       | 3–1  |
| 2 | ماميلودي صن داونز | 6   | 2 | 3 | 1 | 6    | 4   | +2  | 9    | ربع النهائي |     | 1–2    | —        | 0–0       | 1–1  |
| 3 | سانت جورج         | 6   | 1 | 2 | 3 | 2    | 7   | −5  | 5    |             |     | 0–0    | 0–1      | —         | 1–0  |
| 4 | فيتا              | 6   | 1 | 2 | 3 | 7    | 11  | −4  | 5    |             | 2–2 | 1–3    | 2–1      | —         |      |

| الترجي الرياضي التونسي                                               | 3–1   | فيتا            |
| -------------------------------------------------------------------- | ----- | --------------- |
| - فوسيني كوليبالي 19' - طه ياسين الخنيسي 26' (ركلة.) - أنيس بدري 86' | تقرير | - يزيد أتوبا 9' |

| ماميلودي صن داونز | 0–0   | سانت جورج |
| ----------------- | ----- | --------- |
|                   | تقرير |           |

| سانت جورج | 0–0   | الترجي الرياضي التونسي |
| --------- | ----- | ---------------------- |
|           | تقرير |                        |

| فيتا             | 1–3   | ماميلودي صن داونز                                            |
| ---------------- | ----- | ------------------------------------------------------------ |
| - عمر سيديبي 31' | تقرير | - أنتوني لافور 24' - يانيك زاكري 57' - سيبوسيسو فيلاكازي 78' |

| ماميلودي صن داونز       | 1–2   | الترجي الرياضي التونسي             |
| ----------------------- | ----- | ---------------------------------- |
| - سيبوسيسو فيلاكازي 21' | تقرير | - طه ياسين الخنيسي 6'، 89' (ركلة.) |

| سانت جورج             | 1–0   | فيتا |
| --------------------- | ----- | ---- |
| - صلاح الدين سعيد 59' | تقرير |      |

| فيتا                    | 2–1   | سانت جورج           |
| ----------------------- | ----- | ------------------- |
| إيتيكياما أجيتي 8'، 28' | تقرير | صلاح الدين سعيد 66' |

| الترجي الرياضي التونسي | 0–0   | ماميلودي صن داونز |
| ---------------------- | ----- | ----------------- |
|                        | تقرير |                   |

| سانت جورج | 0–1   | ماميلودي صن داونز |
| --------- | ----- | ----------------- |
|           | تقرير |                   |

| فيتا | 2–2   | الترجي الرياضي التونسي |
| ---- | ----- | ---------------------- |
|      | تقرير |                        |

| ماميلودي صن داونز | ضد    | فيتا |
| ----------------- | ----- | ---- |
|                   | تقرير |      |

| الترجي الرياضي التونسي | ضد    | سانت جورج |
| ---------------------- | ----- | --------- |
|                        | تقرير |           |

### المجموعة د
| م | الفريق             | لعب | ف | ت | خ | أ.له | أ.ع | أ.ف | نقاط | التأهل      |     | الوداد | الأهلي | زاناكو | القطن |
| - | ------------------ | --- | - | - | - | ---- | --- | --- | ---- | ----------- | --- | ------ | ------ | ------ | ----- |
| 1 | الوداد الرياضي (A) | 6   | 4 | 0 | 2 | 7    | 3   | +4  | 12   | ربع النهائي |     | —      | 2–0    | 1–0    | 2–0   |
| 2 | الأهلي (A)         | 6   | 3 | 2 | 1 | 7    | 3   | +4  | 11   | ربع النهائي |     | 2–0    | —      | 0–0    | 3–1   |
| 3 | زاناكو (E)         | 6   | 3 | 2 | 1 | 4    | 2   | +2  | 11   |             |     | 1–0    | 0–0    | —      | 2–1   |
| 4 | القطن (E)          | 6   | 0 | 0 | 6 | 2    | 12  | −10 | 0    |             | 0–2 | 0–2    | 0–1    | —      |       |

| الوداد                              | 2–0   | القطن |
| ----------------------------------- | ----- | ----- |
| - ويليام جيبور 38' - أمين عطوشي 63' | تقرير |       |

| الأهلي | 0–0   | زاناكو |
| ------ | ----- | ------ |
|        | تقرير |        |

| القطن | 0–2   | الأهلي                             |
| ----- | ----- | ---------------------------------- |
|       | تقرير | - جونيور أجاي 12' - مؤمن زكريا 14' |

| زاناكو           | 1–0   | الوداد |
| ---------------- | ----- | ------ |
| إرنيست مبيوي 13' | تقرير |        |

| زاناكو                            | 2–1   | القطن             |
| --------------------------------- | ----- | ----------------- |
| - سيث ساكالا 9' - ديدي كيتمبو 85' | تقرير | موسى سوليمانو 25' |

| الأهلي                             | 2–0   | الوداد |
| ---------------------------------- | ----- | ------ |
| - مؤمن زكريا 24' - جونيور أجاي 77' | تقرير |        |

| الوداد | 2–0   | الأهلي |
| ------ | ----- | ------ |
|        | تقرير |        |

| القطن | 0–1   | زاناكو |
| ----- | ----- | ------ |
|       | تقرير |        |

| زاناكو | 0–0   | الأهلي |
| ------ | ----- | ------ |
|        | تقرير |        |

| القطن | 0–2   | الوداد |
| ----- | ----- | ------ |
|       | تقرير |        |

| الأهلي                              | 3–1   | القطن      |
| ----------------------------------- | ----- | ---------- |
| جمال 14'، 53' · عبد الله السعيد 33' | تقرير | كومبوس 12' |

| الوداد     | 1–0   | زاناكو |
| ---------- | ----- | ------ |
| بنشرقي 67' | تقرير |        |

## وصلات خارجية
- Total Champions League 2017, CAFonline.com